# Parque Tomás Garrido Canabal
El Parque Tomás Garrido Canabal es un parque urbano de Villahermosa construido en 1985 localizado en las márgenes de la Laguna de las Ilusiones.

## Historia
En el espacio que ocupa el parque se construyó en 1930 el llamado Parque Tabasco, a iniciativa del entonces gobernador Tomás Garrido Canabal, mismo que promocionó diversas ferias agrícolas como parte de su programa de secularización de la sociedad tabasqueña a partir de 1928. La Feria Tabasco, siendo la principal del estado por realizarse en Villahermosa, necesitaba de una nueva sede, siendo este el nuevo parque.El 19 de abril de 1970, el entonces gobernador, Manuel Mora cambió el nombre del parque al actual.
En 1974 fue renovado nuevamente, añadiéndosele instalaciones y la escultura de Garrido que se encuentra en la salida del parque.
El parque fue reconstruido integralmente de 1983 a 1985 con un proyecto de Teodoro González de León, con la colaboración de Francisco Serrano, Aurelio Nuño y Eliseo Arredondo.

## Instalaciones
- Mirador de las águilas. Obra de Ramón Torres Martínez, tiene una altura de 46 metros y ofrece una vista panorámica del parque
- Malecón
- Zoológico